# كليمنس فينزيل
كليمنس فينزيل (بالألمانية: Clemens Wenzel)‏ هو مجدف ألماني، ولد في 23 أغسطس 1988 في برنتسلاو في ألمانيا.

## وصلات خارجية
- كليمنس فينزيل على موقع الاتحاد الدولي للتجديف (الإنجليزية)
- كليمنس فينزيل على موقع اللجنة الأولمبية الدولية (الإنجليزية)
- كليمنس فينزيل على موقع أوليمبيديا (الإنجليزية)